# Ceylalictus perditellus
Ceylalictus perditellus är en biart som först beskrevs av Cockerell 1905.  Ceylalictus perditellus ingår i släktet Ceylalictus och familjen vägbin. Inga underarter finns listade i Catalogue of Life.

## Bildgalleri

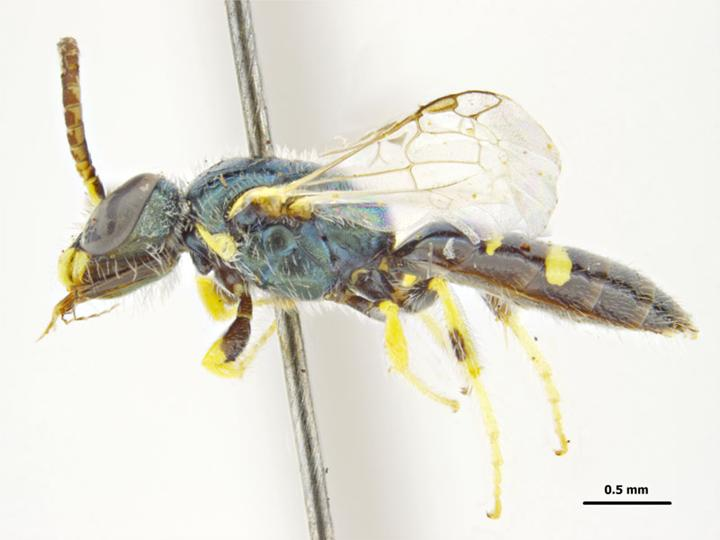